# Craig Anderson
Craig Peter Anderson (* 21. května 1981 Park Ridge, Illinois, USA) je bývalý americký hokejový brankář, který v severoamerické NHL odehrál přes 700 utkání, většinu za klub Ottawa Senators. Od roku 2023 pracuje jako týmový konzultant pro klub Buffalo Sabres.

## Kariéra
Anderson byl původně vybrán klubem Calgary Flames ve Vstupním draftu NHL 1999 ve 3. kole na celkově 77. místě, ale protože se Calgary nepodařilo s Andersonem dohodnout na smlouvě, tak byl navrácen na listinu hráčů přístupných pro draft v roce 2001, kdy si jej vybral ve 3. kole na 73. místě klub Chicago Blackhawks. Po dvou sezónách v roli záložního brankáře Chicaga Blackhawks byl v roce 2006 vyměněn za výběr v draftu 2006 do týmu Florida Panthers. Během 4 sezón u Blackhawks hrál často v nižší lize AHL za Norfolk Admirals a po přestupu na Floridu hrál v sezóně 2006–07 až na 5 zápasů NHL ve farmářském týmu Floridy za Rochester Americans.
Během sezóny 2007–08 Anderson vytvořil rekord NHL s nejvíce zákroky v zápase s čistým kontem (53) a s nejvíce zákroky po sobě jdoucích zápasech s čistými konty (93). Během sezóny 2008–09 zaznamenal 15 vítězství za Panthers, ale ti nepostoupili do playoff.
1. července 2009 podepsal Anderson jako volný hráč smlouvu s Coloradem Avalanche. Na tréninkovém kempu před sezónou 2009–10 si vybojoval pozici prvního brankáře týmu nad Peterem Budajem. Anderson se stal druhým americkým brankářem historie Avalanche po Philippovi Sauvém. Svojí kariéru u Avalanche začal pozitivně, když ve svém druhém zápase vychytal čisté konto a v říjnu byl dvakrát jmenován druhou hvězdou týdne NHL a nakonec byl také jmenován první hvězdou měsíce října 2009. 2. prosince 2009 Anderson utrpěl zranění krku po zásahu Keitha Ballarda z Floridy Panthers a Anderson musel být nahrazen Peterem Budajem. Budaj jej zastupoval v dalších 4 vynechaných zápasech, než se Anderson vrátil a pomohl k vítězství Avalanche 2:1 nad Tampou Bay Lightning.
Anderson se stal čtvrtým brankářem v historii Avalanche, který odchytal v sezóně alespoň 30 zápasů. Před ním to byli: Patrick Roy, David Aebischer a Peter Budaj. Ve své první sezóně překonal několik klubových rekordů Patricka Roye: nejvíce odchytaných minut v sezóně, nejvíce odchytaných zápasů v sezóně a čelil nejvíce střelám v sezóně. Avalanche skončili v základní části na 8. místě západní konference, čímž překvapili (před sezónou byli odborníky odhadováni na poslední místo v konferenci) a to, že skončili nad očekáváním se připisovalo právě Andersonovi. Ve svém prvním playoff narazil s týmem v prvním kole na San José Sharks, proti kterým vychytal 18. dubna 2010 své první čisté konto v playoff a Avalanche díky tomu vyhráli 1:0 v prodloužení. Pouze Patrick Roy a Dominik Hašek dokázali v zápase udržet čisté konto pomocí více zákroků, než Anderson (51 zákroků). Anderson však drží rekord v počtu chycených střel v základní hrací době zápasu s čistým kontem (50 zákroků). V dalších 3 zápasech, ale obdržel 10 gólů a Colorado bylo vyřazeno v prvním kole.
18. února 2011 byl Anderson vyměněn do Ottawy Senators za dalšího brankáře Briana Elliotta. Následný den po výměně chytal svůj první zápas za Senators, pochytal všech 47 střel a čistým kontem tak pomohl Ottawě ve své první "Bitvě o Ontario".
Dne 10. října 2020 mu klub Ottawa Senators nenabídl nový kontrakt. V kanadském celku tak skončil po 10 letech. Následující sezónu byl třetím brankářem, cestujícím, kvůli pandemii covidu-19, s týmem Washington Capitals, se kterým podepsal v lednu 2021 smlouvu do konce zkrácené sezóny. Ročníky 2021/2022 a 2022/2023 odehrál za Buffalo Sabres, kde v dubnu 2023 ukončil profesionální sportovní kariéru.

## Ocenění a úspěchy
- 2001 OHL - První All-Star Tým
- 2001 OHL - Brankář roku
- 2008 NHL - Roger Crozier Saving Grace Award
- 2013 NHL - Roger Crozier Saving Grace Award
- 2013 NHL - Nejnižší průměr inkasovaných branek na zápas
- 2017 NHL - Bill Masterton Memorial Trophy

## Prvenství
- Debut v NHL - 30. listopadu 2002 (Los Angeles Kings proti Chicago Blackhawks)
- První inkasovaný gól v NHL - 1. prosince 2002 (Mighty Ducks of Anaheim proti Chicago Blackhawks, kanadským útočníkem Paul Kariya)
- První vychytaná nula v NHL - 22. ledna 2004 (Chicago Blackhawks proti Columbus Blue Jackets)

## Statistiky

### Základní části
| Sezona       | Tým                 | Liga         | Z   | V   | P   | R/Pvp | MIN    | OG    | ČK | POG  | %ChS |
| ------------ | ------------------- | ------------ | --- | --- | --- | ----- | ------ | ----- | -- | ---- | ---- |
| 1998–99      | Guelph Storm        | OHL          | 21  | 12  | 5   | 1     | 1006   | 52    | 1  | 3.10 | .903 |
| 1999–00      | Guelph Storm        | OHL          | 38  | 12  | 17  | 2     | 1955   | 117   | 0  | 3.59 | .903 |
| 2000–01      | Guelph Storm        | OHL          | 59  | 30  | 19  | 9     | 3555   | 156   | 3  | 2.63 | .918 |
| 2001–02      | Norfolk Admirals    | AHL          | 28  | 9   | 13  | 4     | 1568   | 77    | 2  | 2.95 | .886 |
| 2002–03      | Chicago Blackhawks  | NHL          | 6   | 0   | 3   | 2     | 270    | 18    | 0  | 4.00 | .856 |
| 2002–03      | Norfolk Admirals    | AHL          | 32  | 15  | 11  | 5     | 1795   | 58    | 4  | 1.94 | .923 |
| 2003–04      | Norfolk Admirals    | AHL          | 37  | 17  | 20  | 0     | 2108   | 74    | 3  | 2.11 | .914 |
| 2003–04      | Chicago Blackhawks  | NHL          | 21  | 6   | 14  | 0     | 1205   | 57    | 1  | 2.84 | .905 |
| 2004–05      | Norfolk Admirals    | AHL          | 15  | 9   | 4   | 1     | 886    | 27    | 2  | 1.83 | .929 |
| 2005–06      | Chicago Blackhawks  | NHL          | 29  | 6   | 12  | 4     | 1553   | 86    | 1  | 3.32 | .886 |
| 2006–07      | Rochester Americans | AHL          | 34  | 23  | 10  | 1     | 2060   | 88    | 1  | 2.56 | .919 |
| 2006–07      | Florida Panthers    | NHL          | 5   | 1   | 1   | 1     | 217    | 8     | 0  | 2.21 | .931 |
| 2007–08      | Florida Panthers    | NHL          | 17  | 8   | 6   | 1     | 935    | 35    | 2  | 2.24 | .935 |
| 2008–09      | Florida Panthers    | NHL          | 31  | 15  | 7   | 5     | 1636   | 74    | 3  | 2.71 | .924 |
| 2009–10      | Colorado Avalanche  | NHL          | 71  | 38  | 25  | 7     | 4235   | 186   | 7  | 2.63 | .917 |
| 2010–11      | Colorado Avalanche  | NHL          | 33  | 13  | 15  | 3     | 1810   | 99    | 0  | 3.28 | .897 |
| 2010–11      | Ottawa Senators     | NHL          | 18  | 11  | 5   | 1     | 1055   | 36    | 2  | 2.05 | .939 |
| 2011–12      | Ottawa Senators     | NHL          | 63  | 33  | 22  | 6     | 3,492  | 165   | 3  | 2.84 | .914 |
| 2012–13      | Ottawa Senators     | NHL          | 24  | 12  | 9   | 2     | 1,421  | 40    | 3  | 1.69 | .941 |
| 2013–14      | Ottawa Senators     | NHL          | 53  | 25  | 16  | 8     | 3,000  | 150   | 4  | 3.00 | .911 |
| 2014–15      | Ottawa Senators     | NHL          | 35  | 14  | 13  | 8     | 2,093  | 87    | 3  | 2.49 | .923 |
| 2015–16      | Ottawa Senators     | NHL          | 60  | 31  | 23  | 5     | 3,478  | 161   | 4  | 2.78 | .916 |
| 2016–17      | Ottawa Senators     | NHL          | 40  | 25  | 11  | 4     | 2,422  | 92    | 5  | 2.28 | .926 |
| 2017–18      | Ottawa Senators     | NHL          | 58  | 23  | 25  | 6     | 3,251  | 180   | 2  | 3.32 | .898 |
| 2018–19      | Ottawa Senators     | NHL          | 50  | 17  | 27  | 4     | 2,786  | 163   | 2  | 3.51 | .903 |
| 2019–20      | Ottawa Senators     | NHL          | 34  | 11  | 17  | 2     | 1,845  | 100   | 0  | 3.25 | .902 |
| 2020–21      | Washington Capitals | NHL          | 4   | 2   | 1   | 0     | 169    | 6     | 0  | 2.13 | .915 |
| 2021–22      | Buffalo Sabres      | NHL          | 31  | 17  | 12  | 2     | 1,868  | 97    | 0  | 3.12 | .897 |
| 2022–23      | Buffalo Sabres      | NHL          | 26  | 11  | 11  | 2     | 1,491  | 76    | 1  | 3.06 | .908 |
| Celkem v NHL | Celkem v NHL        | Celkem v NHL | 709 | 319 | 275 | 73    | 40,228 | 1,916 | 43 | 2.86 | .912 |

### Play-off
| Sezona       | Tým                 | Liga         | Z  | V  | P  | MIN   | OG  | ČK | POG  | %ChS |
| ------------ | ------------------- | ------------ | -- | -- | -- | ----- | --- | -- | ---- | ---- |
| 1998–99      | Guelph Storm        | OHL          | 3  | 0  | 2  | 114   | 9   | 0  | 4.74 |      |
| 1999–00      | Guelph Storm        | OHL          | 3  | 0  | 2  | 114   | 9   | 0  | 4.73 | .875 |
| 2000–01      | Guelph Storm        | OHL          | 4  | 0  | 4  | 240   | 17  | 0  | 4.25 | .869 |
| 2001–02      | Norfolk Admirals    | AHL          | 1  | 0  | 1  | 21    | 1   | 0  | 2.85 | .938 |
| 2002–03      | Norfolk Admirals    | AHL          | 5  | 2  | 3  | 344   | 15  | 0  | 2.62 | .920 |
| 2003–04      | Norfolk Admirals    | AHL          | 5  | 2  | 3  | 327   | 10  | 0  | 1.83 | .934 |
| 2004–05      | Norfolk Admirals    | AHL          | 6  | 2  | 4  | 356   | 14  | 0  | 2.35 | .925 |
| 2006–07      | Rochester Americans | AHL          | 6  | 2  | 4  | 376   | 18  | 0  | 2.87 | .909 |
| 2009–10      | Colorado Avalanche  | NHL          | 6  | 2  | 4  | 366   | 16  | 1  | 2.62 | .933 |
| 2011–12      | Ottawa Senators     | NHL          | 7  | 3  | 4  | 419   | 14  | 1  | 2.00 | .933 |
| 2012–13      | Ottawa Senators     | NHL          | 10 | 5  | 4  | 578   | 29  | 0  | 3.01 | .918 |
| 2014–15      | Ottawa Senators     | NHL          | 4  | 2  | 2  | 247   | 4   | 1  | 0.97 | .972 |
| 2016–17      | Ottawa Senators     | NHL          | 19 | 11 | 8  | 1178  | 46  | 1  | 2.34 | .922 |
| 2020–21      | Washington Capitals | NHL          | 2  | 1  | 1  | 112   | 5   | 0  | 2.68 | .929 |
| Celkem v NHL | Celkem v NHL        | Celkem v NHL | 48 | 24 | 23 | 2,900 | 111 | 4  | 2.36 | .929 |

### Reprezentace
| Rok                       | Tým                       | Soutěž                    | Z | V | P | R | MIN | OG | ČK | POG  | %ChS |
| ------------------------- | ------------------------- | ------------------------- | - | - | - | - | --- | -- | -- | ---- | ---- |
| 2006                      | USA                       | MS                        | 5 | 3 | 2 | 0 | 280 | 11 | 1  | 2.36 | .908 |
| 2008                      | USA                       | MS                        | 2 | 1 | 1 | 0 | 64  | 6  | 0  | 5.61 | .714 |
| Seniorská kariéra celkově | Seniorská kariéra celkově | Seniorská kariéra celkově | 7 | 4 | 3 | 0 | 344 | 17 | 1  | 2.97 | .879 |